# Бишкойтуш
Бишкойтуш (порт. Biscoitos)  —  район (фрегезия) в Португалии,  входит в округ Азорские острова. Расположен на острове Терсейра. Является составной частью муниципалитета Вила-да-Прая-да-Витория. Население составляет 1425 человек на 2001 год. Занимает площадь 26,30 км².
Покровителем района считается Апостол Пётр (порт. São Pedro). 